# Pics de la Vaca
Els Pics de la Vaca és una muntanya de 2.820 metres d'altitud que es troba entre el municipi de Queralbs, a la comarca del Ripollès i la Vall de Carançà, del terme comunal de Fontpedrosa, a la del Conflent.
És a l'extrem meridional, a prop del sud-oriental, del terme de Fontpedrosa i a prop del nord-oriental del de Queralbs, a llevant del Coll de Carançà, o de la Vaca, i al sud-oest del Pic dels Gorgs i del Pic de l'Infern. És el límit sud del circ on s'origina el Torrent de Carançà, anomenat la Fossa del Gegant, prop i al sud-est de l'Estany Blau.